# Dysmembracja (feudalizm)
Dysmembracja – parcelacja wsi, często wraz z folwarkiem, przeprowadzana przez jej właściciela i z jego inicjatywy. Była spotykana na Śląsku w XVIII w. a przed pruską reformą rolną. Na Śląsku pierwszy przypadek odnotowano w 1771 roku, wcześniej podobne praktyki spotykano np. w Austrii. 
Właściciel (najczęściej szlachcic) osiągając większe zyski z budowy fabryk lub eksploatacji złóż (zdarzały się inne przyczyny takiego postępowania),  tracił zainteresowanie swoim folwarkiem i szukał nowych sposobów osiągania zysków. W związku z tym odsprzedawał swoim chłopom ziemię orną (ziemia stawała się tak zwaną własnością zależną), zachowując znaczne prawa a przede wszystkim prawo patronatu, sądownictwo patrymonialne i płynące z niego dochody, prawo propinacji i warzenia piwa, prawo polowań, zwykle też lasy a często i stawy, do tego najważniejsze - należności z tytułu używanej przez chłopów ziemi. Parcelowaną ziemię sprzedawano głównie chłopom lassytom niedziedzicznym. Ci, nabywając ziemię, stawali się dziedzicznymi właścicielami zależnymi którzy zamiast odrabiania pańszczyzny mieli płacić czynsze. Dotychczasowi chłopscy właściciele mogli zwiększyć swój areał uprawy i również, wobec likwidacji folwarku, zamiast odrobku musieli uiszczać czynsz. Zapłata za ziemię i zwolnienie od pańszczyzny stanowiły znaczny dochód dla feudała dokonującego parcelacji. Dla chłopów było to obciążenie niewspółmierne, nie dysponując gotówką zmuszeni byli zaciągać pożyczki, często u sprzedającego. Często też, nie mogąc spłacić długów, bankrutowali, tracąc ziemię.
Dla przeprowadzenia dysmembracji konieczna była zgoda ministra prowincji. Parcelację a zwłaszcza likwidację pańszczyzny szybko uznano za sposób na rozmontowanie dotychczas panujących stosunków feudalnych. Przeciwdziałaniem takim praktykom zajęli się śląscy ministrowie sprawiedliwości von Danckelmann oraz von Recke.  Fryderyk II dysmembrację popierał i głównie za jego wsparciem do niej dochodziło. Dla przykładu, do 1783 roku w powiecie głubczyckim rozparcelowano 7 majątków rycerskich, jeden "Freigut" oraz dwa majątki  należące do probostwa. W 1787 roku (11 marca 1787) Fryderyk II Wilhelm wydał ustawę oficjalnie dopuszczającą dysmembrację jako sposób likwidacji lassyckiego posiadania (zwanego też złym prawem do ziemi). Władze miały pilnować, aby żadne z praw dotychczasowych właścicieli nie uległo uszczupleniu a zwłaszcza by nie obniżono żadnych chłopskich powinności. W rozporządzeniu z 14 marca 1799 roku (znanym jako Deklaratoria) zalecono, by przy parcelacjach zamieniać pańszczyznę sprzężajną (zazwyczaj występującą u kmieci w majątkach dziedzicznych) na czynsze. Instrukcja obowiązująca na Pomorzu wprost wymagała aby po parcelacji chłopi otrzymywali majątki w pełni oczynszowane (także jako dziedziczne dzierżawy). Po 1799 liczba parcelacji znacznie wzrosła, ale wówczas pojawiło się przeciwdziałanie ze strony Ziemstwa Śląskiego (kierował nim von Recke). Przeprowadzającym (lub zamierzającym) dysmembrację wypowiedziano kredyty, żądając ich natychmiastowej spłaty lub nie udzielając nowych. Protesty zainteresowanych nie na wiele się zdały. W nowej ustawie z 1 maja 1804 roku zakazano parcelacji całych majątków, żądając utrzymania w posiadaniu co najmniej 1/3 areału figurującego we fryderycjańskim katastrze. W efekcie główny powód dla którego chłopi kupowali ziemię z dysmembracji (czyli zniesienie pańszczyzny) ustał. Pan zmuszony pozostawić sobie ziemię, nie mógł likwidować pańszczyzny - mogła wówczas ulec zmniejszeniu, ale nadal pozostała i była okazją do nadużyć. 
W 1796/7 r. dysmembrację przeprowadzono we wsiach Ocice, Bojanów, Wojnowice (powiat raciborski) oraz Ucieszków, Warmątowice (powiat kozielski). Zachowane z tych dwóch ostatnich wsi dokumenty, świadczą, że na skutek zadłużenia sprzedana ziemia powróciła do właściciela w roku 1826 i 1827. 